# Cultura di Terni
La cultura di Terni (o facies di Terni) fu una cultura protostorica o facies culturale protostorica sviluppatasi nel territorio dell'Umbria sud-orientale (ricadente nel comune di Terni) tra la tarda età del bronzo e la prima età del ferro (X secolo a.C. - VII sec. a.C.).
La cultura o facies di Terni è associata al periodo di formazione del popolo umbro. Nella cultura di Terni è attestato prevalentemente il rito inumatorio, considerato caratteristico dei riti funerari delle popolazioni di etnia umbra. Ci sono tuttavia anche esempi di incinerazione nella fase Terni I.

## Cronologia
Secondo l'inquadramento cronologico proposto nel dall'archeologo tedesco Hermann Müller-Karpe, la cultura di Terni sarebbe suddivisa in almeno tre fasi cronologiche distinte.
- Terni I. Fase del Bronzo Finale (X sec. a.C.), corrispondente alla fase finale del coevo Protovillanoviano, alla fase Tolfa-Allumiere in Etruria, e alla fase Roma-Colli Albani I, ossia al periodo I della cultura laziale;[1]
- Terni II. Fase iniziale della prima età del Ferro (IX sec. a.C.), corrispondente al coevo Villanoviano Tipico e a Tarquinia I in Etruria, nel Lazio alla fase Roma-Colli Albani II, ossia al II periodo della cultura laziale, nonché a Cuma preellenica I.[1]
- Terni III. (VIII-VII sec. a.C.), fase avanzata della prima età del Ferro, rappresentata da alcune tombe della Necropoli delle Acciaierie e da quelle della necropoli di San Pietro in Campo, corrispondente in Etruria a Tarquinia II e, nell’agro falisco, alla fase Narce I.[1]

L'archeologo italiano Renato Peroni propose ulteriori articolazioni, nell’ambito del sistema cronologico di Müller-Karpe, distinguendo la fase Terni II in a Terni IIA e Terni IIB.

## La necropoli di Terni
La necropoli di Terni, anche detta necropoli delle Acciaierie, fu scoperta durante la costruzione dello stabilimento delle Acciaierie in località S. Agnese e S. Paolo. I corredi delle prime tombe furono rinvenuti nel luglio del 1884.